# سرگی ماکاروف (پرتاب‌گر نیزه)
سرگی ماکاروف (روسی: Серге́й Александрович Макаров؛ زادهٔ march ۱۹, ۱۹۷۳ (۵۲ سال)) پرتاب‌گر نیزه اهل روسیه است.
او در مسابقات کشوری و بین‌المللی در مجموع برندهٔ ۱ مدال طلا، ۱ مدال نقره، ۳ مدال برنز شده‌است.